# Paso Ernesto
El paso Ernesto (en inglés: Ernesto Pass) es un paso de montaña, ubicado entre la bahía Morsa y la bahía Ballena Franca en la parte noroeste de la isla San Pedro del archipiélago de las islas Georgias del Sur. El nombre de "Glaciar Ernesto Don", por Don Ernesto propietario de la Compañía Argentina de Pesca, se utilizó para nombrar un glaciar en la zona en un gráfico del Almirantazgo Británico en 1931. La South Georgia Survey, de 1955 y 1956, informó de que el glaciar es ahora vestigial y ya no llega al mar, pero que el paso de montaña requiere un nombre. El nombre actual fue recomendado por el Comité Antártico de Lugares Geográficos del Reino Unido en 1957.